# Westhead
Westhead – wieś w Anglii, w Lancashire. Leży 23,8 km od miasta Preston, 54,1 km od miasta Lancaster i 294,8 km od Londynu. W 2015 miejscowość liczyła 1337 mieszkańców.